# Coregonus baunti
Coregonus baunti är en fiskart som beskrevs av Mukhomediyarov, 1948. Coregonus baunti ingår i släktet Coregonus och familjen laxfiskar. Inga underarter finns listade i Catalogue of Life.